# Hans Helferich
Hans Helferich (* 13. Dezember 1891 in Greifswald; † Oktober 1945 in einem russischen Zivilgefangenen-Lager in Posen) war ein deutscher Jurist, Ministerialbeamter und Bankdirektor. Helferich war unter anderem von 1932 bis 1945 Präsident der Zentralbank der deutschen Genossenschaften.

## Leben und Tätigkeit
Helferich war der Sohn des Medizinalprofessors Heinrich Helferich. Er besuchte Gymnasien in Kiel und Eisenach. Nach dem Abitur, das er 1910 bestand, studierte er Rechtswissenschaften in Lausanne, Straßburg und Berlin. 1914 begann er den juristischen Vorbereitungsdienst, den er u. a. als Referendar bei einem Kammergericht verbrachte.
Von 1914 bis 1918 nahm Helferich am Ersten Weltkrieg teil. Während des Krieges kam er als Leutnant der Reserve zum Einsatz und wurde 1918 zweimal leicht verletzt. Nach dem Ende des Krieges schloss er 1919 seine juristische Ausbildung mit der Ablegung der großen juristischen Staatsprüfung (Assessorexamen) ab. Zudem wurde er 1920 in Greifswald zum Dr. jur. promoviert.
1920 trat Helferich als Hilfsarbeiter (nach der damaligen Nomenklatur war dies eine wissenschaftliche Fachkraft) in den Dienst des Preußischen Finanzministeriums. 1925 wurde er zum Landrat im Kreis Harburg ernannt.
Im Frühjahr 1929 wurde Helferich zum Direktor der Raiffeisenzentralkasse und der Raiffeisenhandelsgesellschaft Danzig ernannt. Zugleich wurde er zum Leiter der Danziger Landwirtschaftlichen Bank bestellt. Zu dieser Zeit lernte er die ostdeutschen Agrarverhältnisse kennen und erlangte insbesondere Einblick in die Organisation des Genossenschaftswesens.
1932 wurde Helferich zum Oberregierungsrat im Reichsernährungsministerium ernannt und dort in der Siedlungsabteilung beschäftigt. Zu dieser Zeit verfasste er den Entwurf für ein Siedlungsgesetz, das im Zusammenhang mit der sogenannten Osthilfe – d. h. der staatlichen Unterstützung für die während der Weltwirtschaftskrise finanziell stark angeschlagene ostdeutsche Landwirtschaft – die Aufteilung der Güter von verschuldeten und zahlungsunfähigen Großgrundbesitzern in eine Vielzahl kleinerer Güter für Kleinbauern vorsah. Diesen Plänen wird in der Fachforschung traditionell ein Anteil bei der Entscheidung des Reichspräsidenten von Hindenburg, der der Klasse der ostelbischen Großgrundbesitzer entstammte, zugeschrieben, den damals amtierenden Reichskanzler Brüning zu entlassen, der ihm u. a. aufgrund der ihm als zu sozialistisch erscheinenden Pläne zur Sanierung der ostdeutschen Landwirtschaft („Bolschewismus auf dem flachen Lande“) im Laufe des Jahres 1932 als politisch zu stark nach links zu tendieren erschien.
Von Ende 1932 bis 1945 amtierte Helferich als Präsident der Preußischen Zentral-Genossenschaftskasse in Berlin. Daneben war er seit 1932 Mitglied des Beirates der Preußischen Staatsbank. In späteren Jahren war er zudem Aufsichtsratsvorsitzender der Deutschen Genossenschafts-Hypothekenbank AG Berlin, der Frankfurter Mühlenwerke AG, der Genossenschaftlichen Zentralbank der Ostmark AG Wien und der Gesellschaft für Getreidehandel AG in Berlin.
Ohne eigenes Zutun wurde Helferich in die Ereignisse des 20. Juli 1944 verwickelt, da sein Name auf eine der von den Verschwörern verfassten Listen für mögliche zukünftige Regierungsmitglieder gesetzt wurde.
Bei Kriegsende geriet Helferich 1945 in sowjetische Gefangenschaft, in der er im September 1945 in einem Lager in Posen umkam.
Helferich kann nach Auffassung von Schubert als einer der bedeutendsten Genossenschaftsbankfachleute des 20. Jahrhunderts gelten. Nach Faust führte er als Präsident der Preußenkasse die Sanierung des landwirtschaftlichen insbesondere ostdeutschen Genossenschaftswesens sowie die Reichsgenossenschaftshilfe von 1932/33 durch. Politisch ungebunden habe er es verstanden, so Faust, „schändliche Eingriffe der nationalsozialistischen Partei- und Regierungsstellen in das Genossenschaftswesen abzuwenden.“

## Schriften
- Die Bedeutung von Zahlungseinstellung und Konkurseröffnung in den Strafbestimmungen der Konkursordnung, Berlin 1920. (Dissertation)
- Die Kreditgenossenschaften in der deutschen Kreditwirtschaft, ihre Aufgaben in Gegenwart und Zukunft, 1930.